# The Man Who Fights Alone
The Man Who Fights Alone è un film muto del 1924 diretto da Wallace Worsley. Basato sul romanzo The Miracle of Hate, il film fu interpretato da William Farnum, Lois Wilson, Edward Everett Horton e Lionel Belmore.

## Trama
Dopo essere stato colpito dalla paralisi, l'ingegnere John Marble sta pensando al suicidio, convinto anche che la moglie lo tradisca con il suo miglior amico, Bob Alten. Sarà un nuovo trauma a riportarlo alla guarigione: vedendo la moglie e il figlio in pericolo su un ponte che sta per crollare, John recupera le forze e li salva. Scoprirà che i suoi sospetti erano infondati e che la moglie gli è stata sempre fedele.

## Produzione
Il film fu prodotto dalla Famous Players-Lasky Corporation. Venne girato a Ben Lomond, in California.

## Distribuzione
Distribuito dalla Paramount Pictures, il film uscì nelle sale cinematografiche statunitensi il 15 settembre 1924.